# Неферкасокар
Неферкасокар — предполагаемый египетский фараон II династии.
Неферкасокар (Neferkaseker) носил уже прозвище мемфисского бога-покровителя мёртвых, «Прекрасный двойник (бога) Сокара». Это имя как будто бы подтверждает вышеприведенное сказание, что фараоны первых двух династий, хотя были уроженцами Тина и назывались Тинитами, но уже жили в Мемфисе. Согласно Туринскому папирусу, правил 8 лет 3 месяца и 4 дня. Возможно, это его Манефон называет Сесохрисом и приписывает ему 48 лет царствования.